# Tat'jana Ivanovna Pel'tcer
Tat'jana Ivanovna Pel'tcer (scritto anche Pelttser o Peltzer) (Mosca, 6 giugno 1904 – Mosca, 16 luglio 1992) è stata un'attrice russa, insignita come Artista del popolo dell'Unione Sovietica (1972).

## Biografia
Tat'jana Ivanovna Pel'tcer nacque nella famiglia del noto attore Ivan Pel'tcer e salì sul palco per la prima volta all'età di nove anni. La famiglia paterna proveniva dal fabbricante di stoffe Napoléon Peltzer (1802-1889) di Stolberg nella Renania, emigrato in Russia nel 1821. La madre di Tat'jana, Esfir (Ester) Borukhovna Roizen (1884-1962), proveniva da una famiglia ebreo-ucraina. Dopo il matrimonio, Esfir si convertì alla fede ortodossa e adottò il nome di Yevgenija. Inizialmente Tat'jana recitò nei teatri provinciali, quindi venne impiegata dal Teatro MGSPS (Mosca) e successivamente dal Teatro delle marionette di Mosca. Dal 1947 divenne attrice protagonista del Teatro accademico della satira di Mosca.

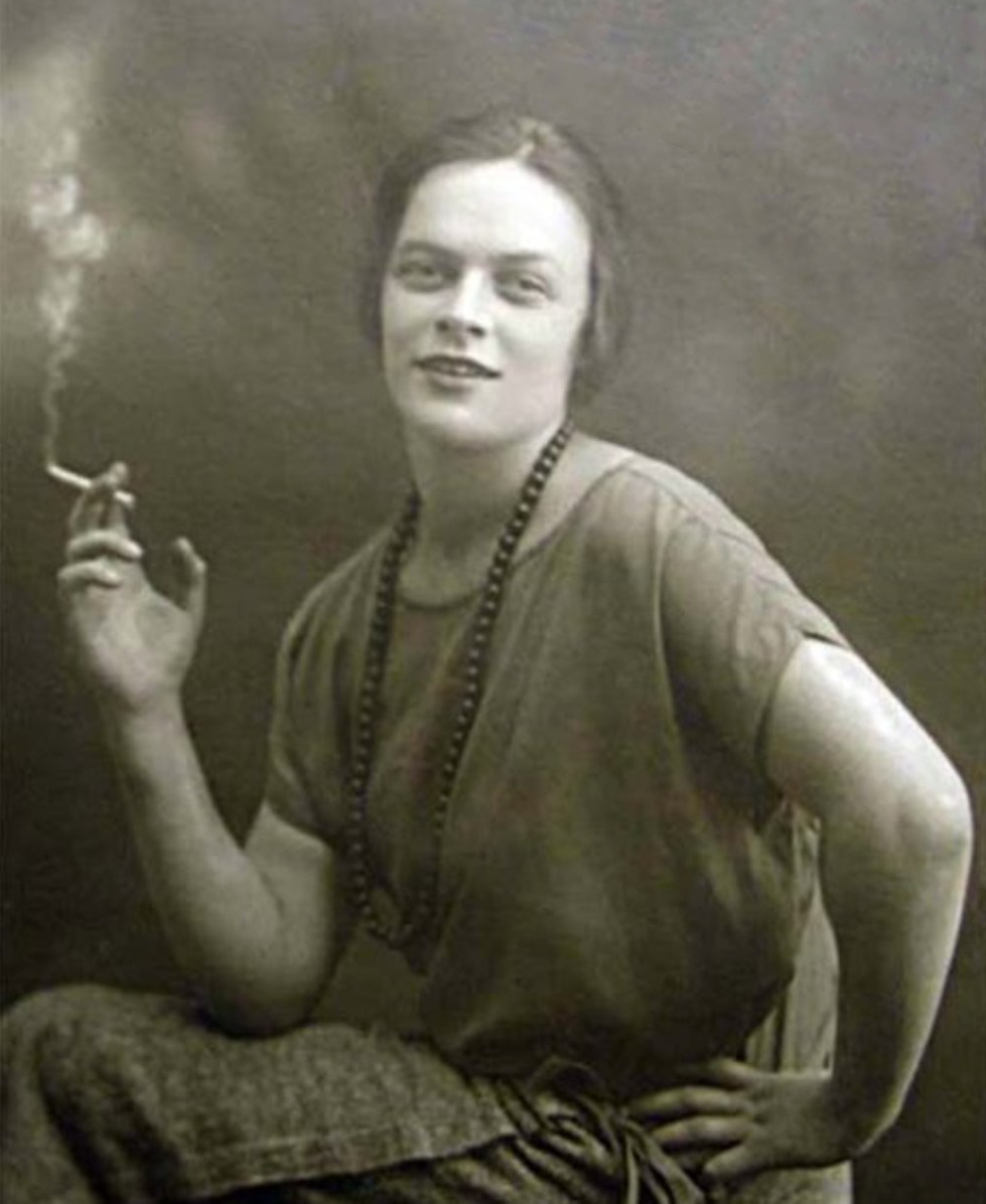
Tat'jana Ivanovna Pel'tcer

Tat'jana Pel'tcer esordì nel cinema con il film drammatico Il compagno P. (1943), per poi recitare nella commedia satirica Svad'ba (1944). Il suo primo ruolo cinematografico degno di nota fu quello di Plaksina in Gente semplice (1945) di Grigorij Michajlovič Kozincev e Leonid Zacharovič Trauberg. L'attrice guadagnò un'enorme popolarità con il suo ruolo di Lukerya nella commedia teatrale Svad'ba s pridanym (1953), che venne filmata ed ebbe ampia distribuzione nei cinema del Paese. Seguì un altro film di successo, ovvero Soldat Ivan Brovkin (1955), dove interpretava la madre del personaggio principale. Il suo primo ruolo nel Teatro della satira è stato quello della signora Jacobs nell'opuscolo di Evgeny Petrov L'isola della pace. Nel suo ruolo di zia Tonia nella commedia Wake Up and Sing, Tat'jana Pel'tcer cantava, ballava e volava di sopra con la vivacità di una ragazzina, sebbene avesse già quasi settant'anni. Allo stesso modo interpretò Marselina nella commedia Безумный день, или женитьба Фигаро ("Crazy Day, ovvero le nozze di Figaro"). Tra il gran numero dei suoi ruoli nel Teatro accademico della satira spiccava come protagonista in Madre Coraggio e i suoi figli di Brecht, in cui interpretava una donna anziana sfinita dalla guerra e privata dei suoi figli.
Nel 1972 fu insignita come Artista del popolo dell'Unione Sovietica, la prima nei 48 anni di esistenza del Teatro accademico della satira.
Successivamente l'attrice seguì il regista teatrale Mark Zakharov che passò al Teatro Lenkom. Negli ultimi anni della sua vita Tat'jana Ivanovna Pel'tcer iniziò a perdere la memoria. Proprio per lei Mark Zakharov mise in scena la commedia Pominalnaya molitva ("Una preghiera funebre") con la sceneggiatura di Grigori Gorin, che ideò il personaggio dell'anziana donna ebrea Berta per Tat'jana Pel'tcer.
Nel 1992, dopo un esaurimento nervoso, Tat'jana Ivanovna fu ricoverata in ospedale e morì il 16 luglio 1992. Fu sepolta nel Cimitero Vvedenskoe vicino alla tomba di suo padre.
Tat'jana è stata sposata con il comunista tedesco Hans Teubner dal 1927 al 1931.

## Filmografia
- Il compagno P. (Она защищает Родину), regia di Fridrich Markovič Ėrmler (1943)
- Svad'ba (Свадьба, Le nozze), regia di Isidor Markovič Annenskij (1944)
- Gente semplice (Простые люди), regia di Leonid Zacharovič Trauberg e Grigorij Michajlovič Kozincev (1945)
- Dragocennye zёrna (Драгоценные зёрна), regia di Iosif Efimovič Chejfic e Aleksandr Zarchi (1948)
- Svad'ba s pridanym (Свадьба с приданым), regia di Tat'jana Nikolaevna Lukaševič (1953)
- Ukrotitel'nica tigrov (Укротительница тигров), regia di Aleksandr Viktorovič Ivanovskij e Nadežda Nikolaevna Koševerova (1954)
- Una grande famiglia (Большая семья), regia di Iosif Efimovič Chejfic (1954)
- Attestat zrelosti (Аттестат зрелости), regia di Tat'jana Nikolaevna Lukaševič (1954)
- Bakhtiyar (Бахтияр), regia di Letif Safarov (1955)
- Dva kapitana (1955)
- Soldat Ivan Brovkin (1955)
- Maksim Perepelica (1955)
- Medovyj mesjac (1956)
- Ivan Brovkin na celine (1958)
- Morozko (1964)
- Žuravuška (1968)
- Derevenskij detektiv (1969)
- L'avventura della valigia gialla (1970)
- Dvenadtsat mesyatsev (Двенадцать месяцев, 1972)
- Čudak iz pjatogo B (1972)
- Carevič Proša (1974)
- Ėto my ne prochodili (1975)
- Le 12 sedie (1976)
- Ty - mne, ja - tebe (1976)
- La storia felice del candido Ivan (1977)
- Troe v lodke, ne schitaya sobaki (Трое в лодке, не считая собаки, 1979)
- U matrosov net voprosov (1980)
- Ночное происшествие (1980)
- Vam i ne snilos'... (1981)
- Oslinaja škura (1982)
- Tam, na nevedomych dorožkach... (1982)
- Karantin (1983)
- I vot prišёl Bumbo... (1984)
- Formula dell'amore (1984)
- Posle doždička v četverg, regia di Michail Iosifovič Juzovskij (1985)
- Ličnoe delo sud'i Ivanovoj (1985)
- Kak stat' sčastlivym (1986)